# 倒披针叶蒲桃
倒披针叶蒲桃（学名：Syzygium oblancilimbum）为桃金娘科蒲桃属的植物，为中国的特有植物。分布于中国大陆的云南等地，生长于海拔750米的地区，常生于河边沙地，目前尚未由人工引种栽培。